# كريس دوفال (لاعب كرة قدم)
كريس دوفال (بالإنجليزية: Chris Duvall)‏ هو لاعب كرة قدم أمريكي في مركز الدفاع، ولد في 10 سبتمبر 1991 في دولوث في الولايات المتحدة. لعب مع بروتلاند تمبرز 2 ونيويورك ريد بولز.

## وصلات خارجية
- كريس دوفال (لاعب كرة قدم) على موقع الدوري الأمريكي (الإنجليزية)
- كريس دوفال (لاعب كرة قدم) على موقع قاعدة بيانات كرة القدم.إي يو (الإنجليزية)
- كريس دوفال (لاعب كرة قدم) على موقع Soccerway.com (الإنجليزية)
- كريس دوفال (لاعب كرة قدم) على موقع AS.com (الإسبانية)